# Takayama Tomoteru
Takayama Tomoteru est un nom japonais traditionnel ; le nom de famille (ou le nom d'école), Takayama, précède donc le prénom (ou le nom d'artiste).
Takayama Tomoteru (高山友照, 1531-1596) est un samouraï de l'époque Azuchi Momoyama de l'histoire du Japon, au service de Matsunaga Hisahide.

## Source de la traduction
- (en) Cet article est partiellement ou en totalité issu de l’article de Wikipédia en anglais intitulé « Takayama Tomoteru » (voir la liste des auteurs).